# Latino Galasso
Latino Dalmazio Romano Galasso (25 de agosto de 1898-29 de julio de 1949) fue un deportista italiano que compitió en remo.
Participó en los Juegos Olímpicos de París 1924, obteniendo una medalla de bronce en la prueba de ocho con timonel. Ganó dos medallas en el Campeonato Europeo de Remo, plata en 1922 y oro en 1923.

## Palmarés internacional
| Juegos Olímpicos   | Juegos Olímpicos   | Juegos Olímpicos  | Juegos Olímpicos |
| Año                | Lugar              | Medalla           | Prueba           |
| ------------------ | ------------------ | ----------------- | ---------------- |
| 1924               | París (Francia)    | Medalla de bronce | Ocho con timonel |
| Campeonato Europeo |                    |                   |                  |
| Año                | Lugar              | Medalla           | Prueba           |
| 1922               | Barcelona (España) | Medalla de plata  | Ocho con timonel |
| 1923               | Como (Italia)      | Medalla de oro    | Ocho con timonel |